# Liste der Autorenbeteiligungen und Produktionen von Zedd
Dies ist eine Übersicht über die Kompositionen, Liedtexte und Musikproduktionen des deutsch-russischen DJs, Komponisten, Liedtexters und Musikproduzenten Zedd. Zu berücksichtigen ist, dass Hitmedleys, Remixe, Liveaufnahmen oder Neuaufnahmen des gleichen Interpreten nicht aufgeführt werden. Zedd wirkt als Interpret hauptsächlich unter seinem Künstlernamen, als Urheber tritt er überwiegend unter seinem bürgerlichen Namen Anton Zaslavski auf. Tätigkeiten als Komponist und/oder Liedtexter sind in der folgenden Tabelle als Autor zusammengefasst worden.

## #
| Jahr | Titel | Interpret             | Autor                       | Produzent                   |
| ---- | ----- | --------------------- | --------------------------- | --------------------------- |
| 2019 | 365   | Zedd feat. Katy Perry | Grünes Häkchensymbol für ja | Grünes Häkchensymbol für ja |

## A
| Jahr | Titel                | Interpret         | Autor                       | Produzent                   |
| ---- | -------------------- | ----------------- | --------------------------- | --------------------------- |
| 2015 | Addicted to a Memory | Zedd feat. Bahari | Grünes Häkchensymbol für ja | Grünes Häkchensymbol für ja |
| 2016 | Adrenaline           | Zedd mit Grey     | Grünes Häkchensymbol für ja | Grünes Häkchensymbol für ja |
| 2013 | Aura                 | Lady Gaga         | Grünes Häkchensymbol für ja | Grünes Häkchensymbol für ja |
| 2011 | Autonomy             | Zedd              | Grünes Häkchensymbol für ja | Grünes Häkchensymbol für ja |

## B
| Jahr | Titel             | Interpret                       | Autor                       | Produzent                   |
| ---- | ----------------- | ------------------------------- | --------------------------- | --------------------------- |
| 2015 | Beautiful Now     | Zedd feat. Jon Bellion          | Grünes Häkchensymbol für ja | Grünes Häkchensymbol für ja |
| 2012 | Beauty and a Beat | Justin Bieber feat. Nicki Minaj | Grünes Häkchensymbol für ja | Grünes Häkchensymbol für ja |
| 2012 | Beauty and a Beat | The Collective                  | Grünes Häkchensymbol für ja |                             |
| 2013 | Beauty and a Beat | Justin Bieber                   | Grünes Häkchensymbol für ja |                             |
| 2017 | Boom Boom         | Iggy Azalea feat. Zedd          | Grünes Häkchensymbol für ja | Grünes Häkchensymbol für ja |
| 2014 | Break Free        | Ariana Grande feat. Zedd        | Grünes Häkchensymbol für ja | Grünes Häkchensymbol für ja |
| 2015 | Bumble Bee        | Zedd feat. Botnek               | Grünes Häkchensymbol für ja | Grünes Häkchensymbol für ja |

## C
| Jahr | Titel    | Interpret             | Autor                       | Produzent                   |
| ---- | -------- | --------------------- | --------------------------- | --------------------------- |
| 2016 | Candyman | Zedd feat. Aloe Blacc | Grünes Häkchensymbol für ja | Grünes Häkchensymbol für ja |
| 2012 | Clarity  | Zedd feat. Foxes      | Grünes Häkchensymbol für ja | Grünes Häkchensymbol für ja |
| 2014 | Clarity  | Zedd feat. Medina     | Grünes Häkchensymbol für ja | Grünes Häkchensymbol für ja |
| 2012 | Codec    | Zedd                  | Grünes Häkchensymbol für ja | Grünes Häkchensymbol für ja |

## D
| Jahr | Titel           | Interpret                 | Autor                       | Produzent                   |
| ---- | --------------- | ------------------------- | --------------------------- | --------------------------- |
| 2015 | Daisy           | Zedd feat. Julia Michaels | Grünes Häkchensymbol für ja | Grünes Häkchensymbol für ja |
| 2018 | Dangerous Night | 30 Seconds to Mars        |                             | Grünes Häkchensymbol für ja |
| 2013 | Donatella       | Lady Gaga                 | Grünes Häkchensymbol für ja | Grünes Häkchensymbol für ja |
| 2015 | Done with Love  | Zedd                      | Grünes Häkchensymbol für ja | Grünes Häkchensymbol für ja |
| 2011 | Dovregubben     | Zedd                      | Grünes Häkchensymbol für ja | Grünes Häkchensymbol für ja |

## E
| Jahr | Titel | Interpret | Autor                       | Produzent                   |
| ---- | ----- | --------- | --------------------------- | --------------------------- |
| 2012 | Epos  | Zedd      | Grünes Häkchensymbol für ja | Grünes Häkchensymbol für ja |

## F
| Jahr | Titel             | Interpret                                | Autor                       | Produzent                   |
| ---- | ----------------- | ---------------------------------------- | --------------------------- | --------------------------- |
| 2012 | Fall Into the Sky | Zedd mit Lucky Date feat. Ellie Goulding | Grünes Häkchensymbol für ja | Grünes Häkchensymbol für ja |
| 2014 | Find You          | Zedd feat. Matthew Koma & Miriam Bryant  | Grünes Häkchensymbol für ja | Grünes Häkchensymbol für ja |
| 2012 | Follow You Down   | Zedd feat. Bright Lights                 | Grünes Häkchensymbol für ja | Grünes Häkchensymbol für ja |

## G
| Jahr | Titel      | Interpret         | Autor                       | Produzent                   |
| ---- | ---------- | ----------------- | --------------------------- | --------------------------- |
| 2013 | G.U.Y.     | Lady Gaga         | Grünes Häkchensymbol für ja | Grünes Häkchensymbol für ja |
| 2017 | Get Low    | Zedd & Liam Payne | Grünes Häkchensymbol für ja | Grünes Häkchensymbol für ja |
| 2019 | Good Thing | Zedd & Kehlani    | Grünes Häkchensymbol für ja | Grünes Häkchensymbol für ja |

## H
| Jahr | Titel     | Interpret               | Autor                       | Produzent                   |
| ---- | --------- | ----------------------- | --------------------------- | --------------------------- |
| 2018 | Happy Now | Zedd feat. Elley Duhé   | Grünes Häkchensymbol für ja | Grünes Häkchensymbol für ja |
| 2013 | Heaven    | Namie Amuro             | Grünes Häkchensymbol für ja | Grünes Häkchensymbol für ja |
| 2012 | Hourglass | Zedd feat. LIZ          | Grünes Häkchensymbol für ja | Grünes Häkchensymbol für ja |
| 2012 | Human     | Zedd feat. Nicky Romero | Grünes Häkchensymbol für ja | Grünes Häkchensymbol für ja |

## I
| Jahr | Titel              | Interpret               | Autor                       | Produzent                   |
| ---- | ------------------ | ----------------------- | --------------------------- | --------------------------- |
| 2012 | I Don’t Like You   | Eva Simons              |                             | Grünes Häkchensymbol für ja |
| 2015 | I Want You to Know | Zedd feat. Selena Gomez | Grünes Häkchensymbol für ja | Grünes Häkchensymbol für ja |
| 2016 | Ignite             | Zedd                    | Grünes Häkchensymbol für ja | Grünes Häkchensymbol für ja |
| 2015 | Illusion           | Zedd feat. Echosmith    | Grünes Häkchensymbol für ja | Grünes Häkchensymbol für ja |
| 2013 | Into the Lair      | Zedd                    | Grünes Häkchensymbol für ja | Grünes Häkchensymbol für ja |

## L
| Jahr | Titel                 | Interpret                    | Autor                       | Produzent                   |
| ---- | --------------------- | ---------------------------- | --------------------------- | --------------------------- |
| 2012 | Lost at Sea           | Zedd feat. Ryan Tedder       | Grünes Häkchensymbol für ja | Grünes Häkchensymbol für ja |
| 2016 | Love’s Just a Feeling | Lindsey Stirling feat. Rooty | Grünes Häkchensymbol für ja | Grünes Häkchensymbol für ja |

## N
| Jahr | Titel             | Interpret  | Autor                       | Produzent                   |
| ---- | ----------------- | ---------- | --------------------------- | --------------------------- |
| 2019 | Never Really Over | Katy Perry | Grünes Häkchensymbol für ja | Grünes Häkchensymbol für ja |

## P
| Jahr | Titel     | Interpret                | Autor                       | Produzent                   |
| ---- | --------- | ------------------------ | --------------------------- | --------------------------- |
| 2015 | Papercut  | Zedd feat. Troye Sivan   | Grünes Häkchensymbol für ja | Grünes Häkchensymbol für ja |
| 2013 | Push Play | Zedd feat. Miriam Bryant | Grünes Häkchensymbol für ja | Grünes Häkchensymbol für ja |

## S
| Jahr | Titel                  | Interpret                          | Autor                       | Produzent                   |
| ---- | ---------------------- | ---------------------------------- | --------------------------- | --------------------------- |
| 2011 | Scorpion Move          | Zedd                               | Grünes Häkchensymbol für ja | Grünes Häkchensymbol für ja |
| 2011 | Shave It / Shave It Up | Zedd                               | Grünes Häkchensymbol für ja | Grünes Häkchensymbol für ja |
| 2012 | Shotgun                | Zedd                               | Grünes Häkchensymbol für ja | Grünes Häkchensymbol für ja |
| 2012 | Slam the Door          | Zedd                               | Grünes Häkchensymbol für ja | Grünes Häkchensymbol für ja |
| 2012 | Spectrum               | Zedd feat. Matthew Koma            | Grünes Häkchensymbol für ja | Grünes Häkchensymbol für ja |
| 2012 | Spectrum               | SM the Performance                 | Grünes Häkchensymbol für ja |                             |
| 2012 | Stache                 | Zedd                               | Grünes Häkchensymbol für ja | Grünes Häkchensymbol für ja |
| 2011 | Stars Come Out         | Zedd feat. Heather Bright          | Grünes Häkchensymbol für ja | Grünes Häkchensymbol für ja |
| 2016 | Starving               | Hailee Steinfeld & Grey feat. Zedd |                             | Grünes Häkchensymbol für ja |
| 2017 | Stay                   | Zedd mit Alessia Cara              | Grünes Häkchensymbol für ja | Grünes Häkchensymbol für ja |
| 2013 | Stay the Night         | Zedd feat. Hayley Williams         | Grünes Häkchensymbol für ja | Grünes Häkchensymbol für ja |
| 2014 | Stay the Night         | DJ Stay the Night                  | Grünes Häkchensymbol für ja |                             |
| 2015 | Straight into the Fire | Zedd feat. Julia Michaels          | Grünes Häkchensymbol für ja | Grünes Häkchensymbol für ja |

## T
| Jahr | Titel               | Interpret                        | Autor                       | Produzent                   |
| ---- | ------------------- | -------------------------------- | --------------------------- | --------------------------- |
| 2010 | The Anthem          | Zedd                             | Grünes Häkchensymbol für ja | Grünes Häkchensymbol für ja |
| 2011 | The Legend of Zelda | Zedd                             |                             | Grünes Häkchensymbol für ja |
| 2018 | The Middle          | Zedd, Maren Morris & Grey        | Grünes Häkchensymbol für ja | Grünes Häkchensymbol für ja |
| 2015 | Transmission        | Zedd feat. Logic & X Ambassadors | Grünes Häkchensymbol für ja | Grünes Häkchensymbol für ja |
| 2015 | True Colors         | Zedd feat. Tim James             | Grünes Häkchensymbol für ja | Grünes Häkchensymbol für ja |
| 2015 | True Colors         | Zedd feat. Kesha                 | Grünes Häkchensymbol für ja | Grünes Häkchensymbol für ja |